# Perry, Florida
Perry är en stad (city) i Taylor County, i delstaten Florida, USA. Enligt United States Census Bureau har staden en folkmängd på 7 030 invånare (2011) och en landarea på 24,3 km². Perry är huvudort i Taylor County.